# Регбі в Україні
Регбі в Україні не найпопулярніший вид спорту, проте він тут розвивається уже протягом століття.

## Історія

### Перші спроби
Перше свідчення про гру в регбі на теренах України містять у собі спогади генерал-лейтенанта М. М. Біязі, про час, коли він був ще гімназистом. Він пише:
До одеського порту заходило багато іноземних пароплавів. Одного разу пристав берега корабель англійської компанії… Команда цього пароплава викликала одеситів на гру в регбі. Для нас це була нова гра, але ми все ж таки погодилися, й зустріч відбулася… Гра ця мала різкий, грубий характер: так, наприклад, корабельний кок схопив мене за ногу в той час, коли я мчав із овальним м'ячем до лицьової лінії. Я зрозуміло, впав, але м'яча з рук не випустив. Наді мною зараз же влаштували сутичку, в якій всі прагнули повалили супротивника і заволодіти м'ячем. Після гри кок сказав: «Схопивши тебе за ногу, я вжив іще делікатний прийом».
Наведений уривок відноситься до 1908 року.

Перший офіційний матч за участі публіки розіграно 9.07.1922 року на полі Львівського спортивного клубу «Погонь» (це назва герба Великого князівства Литовського і Руського та Речі Посполитої). В ілюстрованому тижневику «Спорт», виданому у Львові 15 липня 1922 року Рудольф Вацек (Rudolf Wacek) дуже докладно описав ту важливу подію. Він писав, зокрема:
Вперше у Польщі розіграно зустріч у м'яча ручно-ножного, так званого Регбі.
Зіграли дві команди «Орла Білого», одна називалася «чорні», складена переважно з французьких гравців, інша — «білі», за яку виступали поляки. Перемогли «чорні» з рахунком 6:3. Суддею цієї історичної зустрічі був француз Робіно. У тодішній пресі також відзначили найкращих у тій грі: Амблар (Amblard) (що був не лише творцем першого клубу, а й досконалим гравцем), Ромко (Rommcaud), Мишковський (Myszkowski), Мац (Mac), Гольдман-Рутковський (Goldman-Rutkowski), Калита (Kalita), Гілевич (Gilewicz), Ергєр (Ergiert), Крамер (Kramer), Люговські (Ługowski).

По тій грі у пресі з'явилися досить прихильні коментарі. Пригадуючи, Вацек писав:
…зі спортивної точки зору я ставлю регбі вище футболу. То гра двадцяти двох гравців, а регбі тридцяти, так що у нас вже більше восьми гравців на полі. У регбі передавання м'яча здійснюється також руками, що сприяє розвитку верхньої частини (тіла). Вся команда знаходиться в постійному русі, і слушно було би стверджувати про те, що це гра для сформованого атлета. Необхідними тут є негайні рішення. Тут немає моментів, де гравець може бавитися м'ячем (нині дриблінгом це називають), гадати кому ж його пасувати, фінтити.

### Радянський період
Після невдалих спроб культивувати регбі в кінці 30-х і 40-х років, овальний м'яч повернувся на стадіони України в 1962—1963 роках, коли на базі студентських спортивних клубів і в спортивних товариства Києва, Дніпропетровська та Одеси були створені перші регбійні команди.
Вже влітку 1963 року команда Київського політехнічного інституту взяла участь у першості ЦР «Буревісник» у Мінеральних Водах, а одеський «Авангард» — в чемпіонаті ВДФСО профспілок у Тбілісі. У цьому ж році вперше помірялися силами регбісти Одеси та Дніпропетровська. У 1964 році пройшов у Дніпропетровську перший турнір українських команд, у якому взяли участь регбісти Києва, Дніпропетровська, Одеси та Тбілісі. З 1965 року проводяться щорічні чемпіонати України та першості серед юнаків різних вікових категорій.
У першому чемпіонаті Радянського Союзу в 1968 році взяв участь і чемпіон України київське «Динамо». У наступні роки, аж до 1991 року, коли СРСР розпався, у чемпіонатах СРСР з регбі виступали щорічно 5-6 команд з України (у вищій і першій лігах) і домагалися великих успіхів.
Команда «Авіатор» (Київ) в 1978 році стала чемпіоном СРСР, чотири рази була другою, тричі завойовувала бронзові медалі. Тричі «Авіатор» володів Кубком СРСР.
Юніори збірної команди України вигравали Чемпіонат СРСР, двічі були призерами цих змагань. Українські регбісти входили до складу збірних команд Радянського Союзу будь-якого віку. Національна команда СРСР, двічі займала друге місця в чемпіонатах Європи (FIRA — AER), тричі була бронзовим призером. До її складу постійно входило п'ять — сім гравців з регбійних клубів України.

### По здобуттю незалежності
Федерація регбі України була заснована 16 грудня 1991 року. До цього вона з 1963 року існувала як складова частина Федерації регбі СРСР. Українські клуби регулярно брали участь у чемпіонатах Радянського Союзу та розіграшах Кубка країни, де займали лідируючі позиції.
Після розпаду СРСР Україна почала виступати на міжнародній арені як самостійну державу. У червні 1992 року Федерація регбі України стала колективним членом FIRA-AER, а в жовтні того ж року IRB.
Починаючи з 1993 року, збірні команди України беруть участь у відбіркових матчах чемпіонату Європи і кваліфікаційних етапах до Кубка світу.
До 2004 року регулярно проходили чемпіонати України у двох лігах — Вищій та Першій. А з 2005 року ліг стало три: Суперліга, Вища ліга і Перша ліга. Постійно проводяться та дитячо-юнацькі змагання в чотирьох вікових групах. Найкращі молоді українські регбісти щороку беруть участь в офіційних матчах чемпіонатах Європи в трьох вікових групах, де набираються необхідного міжнародного досвіду. У 2007 році молодіжна збірна Україна (U−20) стала чемпіоном Європи у дивізіоні А.
Серйозних успіхів за останні роки досягла збірна України з регбі-7. На чемпіонаті Європи-2002 українські регбісти зайняли шосте місце, а у 2003-му були вже п'ятими. У 2004 році в червні в Києві на високому організаційному рівні пройшов кваліфікаційний етап чемпіонату Європи з регбі-7, який Європейською асоціацією регбі був визнаний найкращим серед аналогічних турнірів, які проходили у Франції, Польщі, Хорватії, Росії та Грузії. Ці змагання були відбірковим етапом до фінальної частини Кубка світу 2005 року. А у 2009 в Одесі започатковано проведення етапу чемпіонату Європи з регбі-7 під назвою Odessa rugby sevens. У 2016 році було проведено перше в Україні зимове регбі на снігу в місті Ужгород.
На сьогодні регбі культивується в АР Крим, дванадцяти областях України — Харківській, Закарпатській, Львівській, Одеській, Хмельницькій, Рівненській, Тернопільській, Івано-Франківській, Донецькій, Дніпропетровській, Черкаській, Полтавській, Київській, а також у містах загальнодержавного значення Києві та Севастополі.

## Виноски
1. ↑  Архівована копія. Архів оригіналу за 3 вересня 2011. Процитовано 15 січня 2011.{{cite web}}:  Обслуговування CS1: Сторінки з текстом «archived copy» як значення параметру title (посилання)